# Catapulta de avião

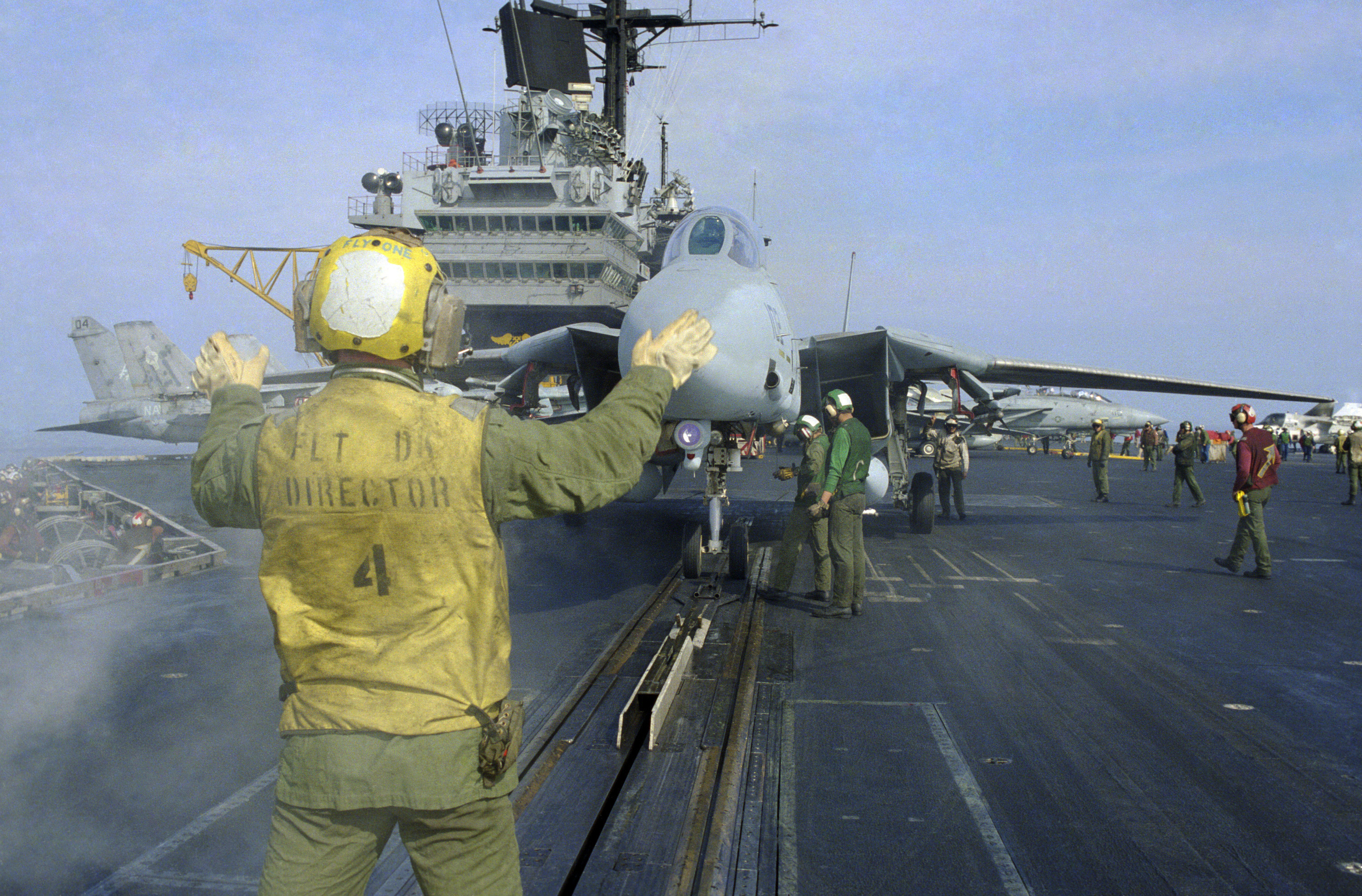
F14 Tomcat sendo posto em uma Catapulta a Vapor

Uma catapulta de avião é um dispositivo usado para permitir que a aeronave decole de uma quantidade muito limitada de espaço, como o convés de uma embarcação, mas também instalado pistas terrestres em casos raros. Agora é mais comumente usado em porta-aviões, como uma forma de decolagem assistida.

## Descrição
Na forma utilizada nos porta-aviões, a catapulta consiste em um trilho, ou slot, embutido na cabine de voo, abaixo do qual está um grande pistão ou vaivém que é fixado através do trilho à engrenagem do nariz da aeronave, ou em alguns casos, um cabo de arame, chamado de brida de catapulta, é fixado à aeronave e ao vaivém de catapulta. Outras formas têm sido usadas historicamente, como a montagem de um carro de lançamento segurando um hidroavião em uma longa estrutura construída em viga montada no convés de um navio de guerra ou navio mercante, mas a maioria das catapultas compartilham um conceito de trilho deslizante semelhante.
Diferentes meios têm sido utilizados para impulsionar a catapulta, tais como peso e torre, pólvora, volante, pressão de ar, potência hidráulica e de vapor e impulsionadores de foguetes de combustível sólido. A Marinha dos EUA está desenvolvendo o uso de Sistemas de Lançamento de Aeronaves Eletromagnéticas com a construção dos porta-aviões da classe Gerald R. Ford.

## Tipos

### Catapulta a vapor

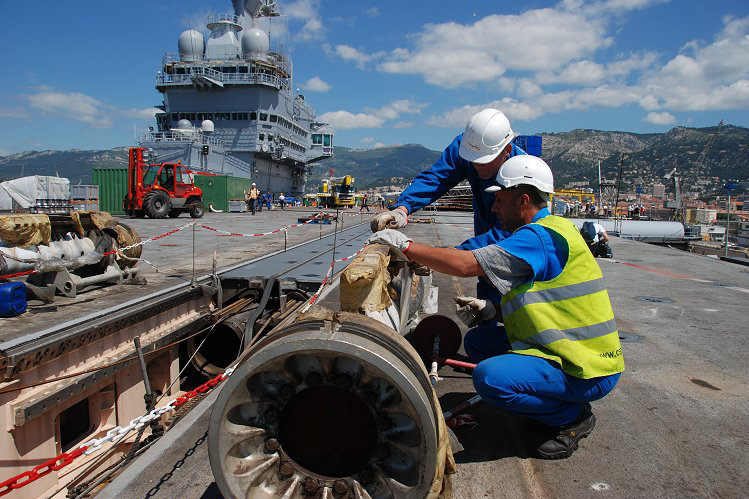
Catapulta a vapor.

No lançamento, uma barra de liberação mantém a aeronave no lugar à medida que a pressão de vapor aumenta, depois quebra (ou "liberta"; modelos mais antigos usavam um pino que tosquiava), liberando o pistão para puxar a aeronave ao longo do convés em alta velocidade. Em cerca de dois a quatro segundos, a velocidade da aeronave pela ação da catapulta mais a velocidade do vento aparente (velocidade do navio mais ou menos o vento "natural") é suficiente para permitir que uma aeronave voe para longe, mesmo depois de perder um motor.

### Sistema de Lançamento de Aeronaves Eletromagnéticas

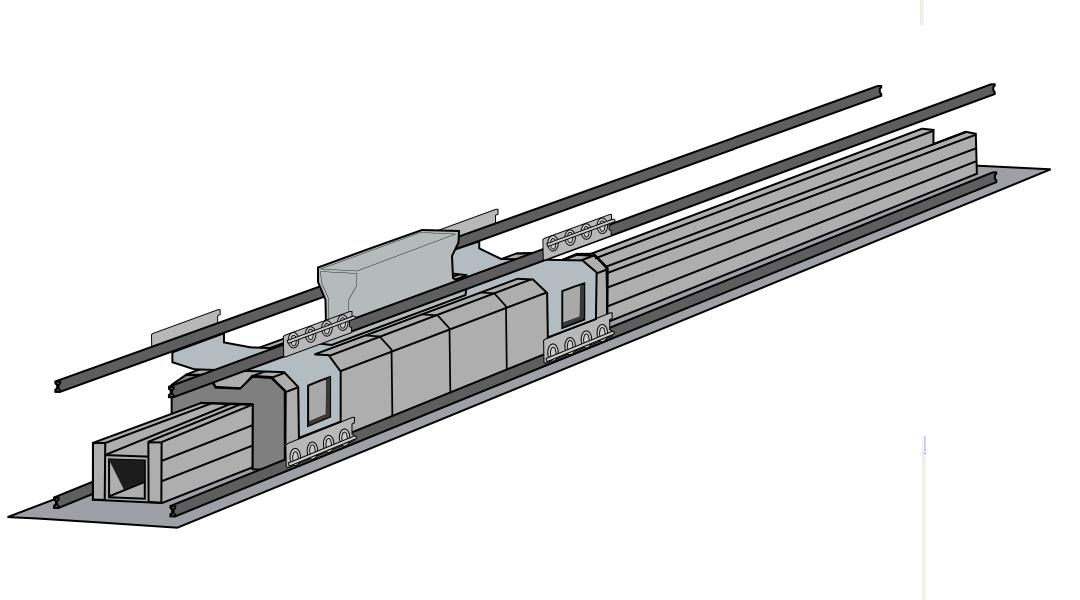
Catapulta eletromagnética.

O tamanho e os requisitos de mão-de-obra das catapultas de vapor impõem limites a suas capacidades. Uma abordagem mais recente é o Sistema de Lançamento de Aeronaves Eletromagnéticas (EMALS). As catapultas eletromagnéticas colocam menos estresse na aeronave e oferecem mais controle durante o lançamento, permitindo uma aceleração gradual e contínua. Espera-se também que as catapultas eletromagnéticas exijam uma manutenção significativamente menor através do uso de componentes de estado sólido.

## Alternativas às catapultas
As marinhas chinesas, indianas e russas operam aeronaves convencionais dos porta-aviões STOBAR (Short Take-Off But Prested Landing). Em vez de uma catapulta, eles usam uma rampa para ajudar a aeronave a decolar com uma taxa positiva de subida. Aeronaves portadoras como a J-15, Mig-29K e Su-33 dependem de seus próprios motores para acelerar a velocidade de voo. Como resultado, eles devem decolar com uma carga reduzida de combustível e armamentos.